# Haiphong
Haiphong (Hải Phòng in vietnamita) è una città del Vietnam e con i suoi 2 028 514 abitanti è la terza città più popolosa del Paese. Haiphong si trova sul delta del fiume Rosso, a circa 100 chilometri dalla capitale Hanoi e costituisce il porto principale del Vietnam settentrionale.

## Geografia fisica
La città sorge alla foce del fiume Cấm.

### Clima
Haiphong gode di un clima subtropicale umido caratterizzato da estati calde e umide e inverni tiepidi e secchi.

## Storia
Haiphong (che in vietnamita significa "difesa costiera") è da alcuni secoli un'importante città portuale e uno dei maggiori centri commerciali del Vietnam. Quando il paese fu occupato dai francesi la città divenne la principale base navale dell'Indocina. Dopo la seconda guerra mondiale, quando il Vietnam iniziò la lotta per l'indipendenza, Haiphong fu teatro della prima azione militare intrapresa dai francesi, un bombardamento navale della città.
Più tardi, durante la guerra del Vietnam, la città fu soggetta a pesanti bombardamenti da parte delle forze armate degli Stati Uniti d'America in quanto porto principale del Vietnam del Nord. Dopo la guerra la città ebbe un notevole sviluppo come centro industriale.

## Monumenti e luoghi d'interesse
- Cattedrale della Regina del Rosario

## Infrastrutture e trasporti

### Strade
La città è collegata alla capitale Hanoi dall'autostrada Hanoi-Haiphong. 

### Ferrovie
La stazione di Haiphong, costruita nel 1902, è il capolinea orientale della ferrovia Kunming–Haiphong. È connessa con la capitale Hanoi dalla ferrovia Hanoi-Haiphong, il tempo di percorrenza è di circa 3 ore. 

### Porti
Il porto di Haiphong è uno dei più importanti del Vietnam e del Mar Cinese Meridionale. Situato sul fiume Cấm è diviso in tre parti principali: il terminal di Hoang Dieu, più vicino al centro città e quelli di Chua Ve e Dinh Vu più vicini al mare. Haiphong è connessa alle vicine isole di Cát Hải e Cat Ba da numerosi servizi di traghetti.

### Aeroporti
La città è servita dall'aeroporto internazionale di Cat Bi, ampliato tra il 2015 ed il 2016. 

## Amministrazione
Dal punto di vista amministrativo, Haiphong è una municipalità indipendente sullo stesso piano delle province del Vietnam ed è suddivisa in unità amministrative minori: i distretti urbani di Hong Bang, Le Chan, Ngo Quyen, Kien An e Hai An, e i distretti suburbani di Thuy Nguyen, An Duong, An Lao, Kien Thuy, Tien Lang, Vinh Bao, Cat Hai e Bach Long Vi. Cat Hai e Bach Long Vi sono isole situate nel golfo del Tonchino, Cat Hai è più grande e si trova al largo di Haiphong, mentre Bach Long Vi è più piccola e si trova approssimativamente al centro del golfo. Do Son è un piccolo insediamento all'interno dell'area metropolitana di Haiphong, ufficialmente definito come città ("Thị xã") anziché distretto.

## Relazioni internazionali

### Gemellaggi
- Livorno

## Galleria d'immagini

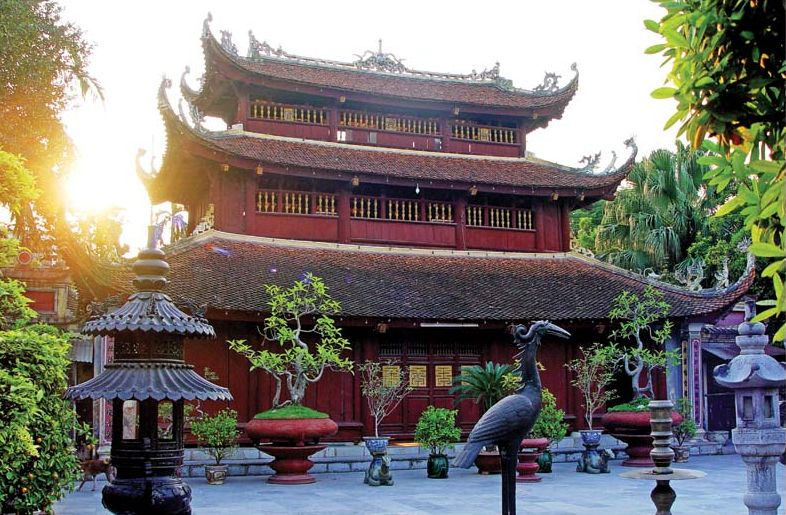
La pagoda di Du Hang
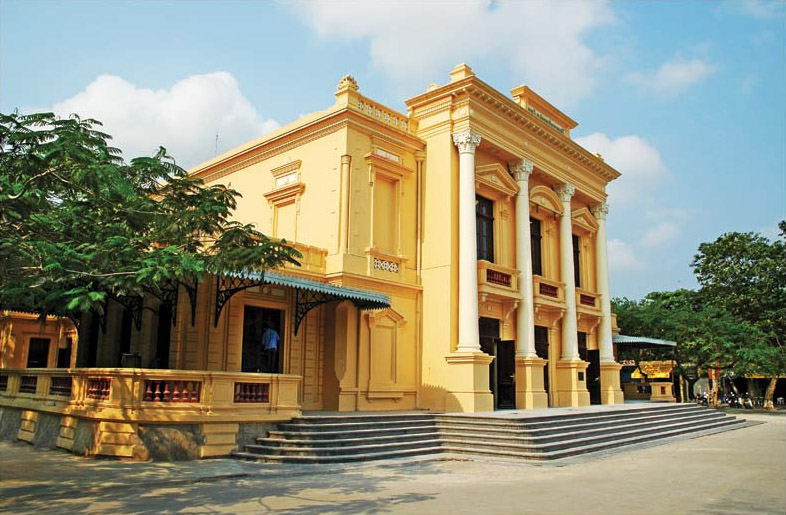
Il teatro dell'Opera di Haiphong
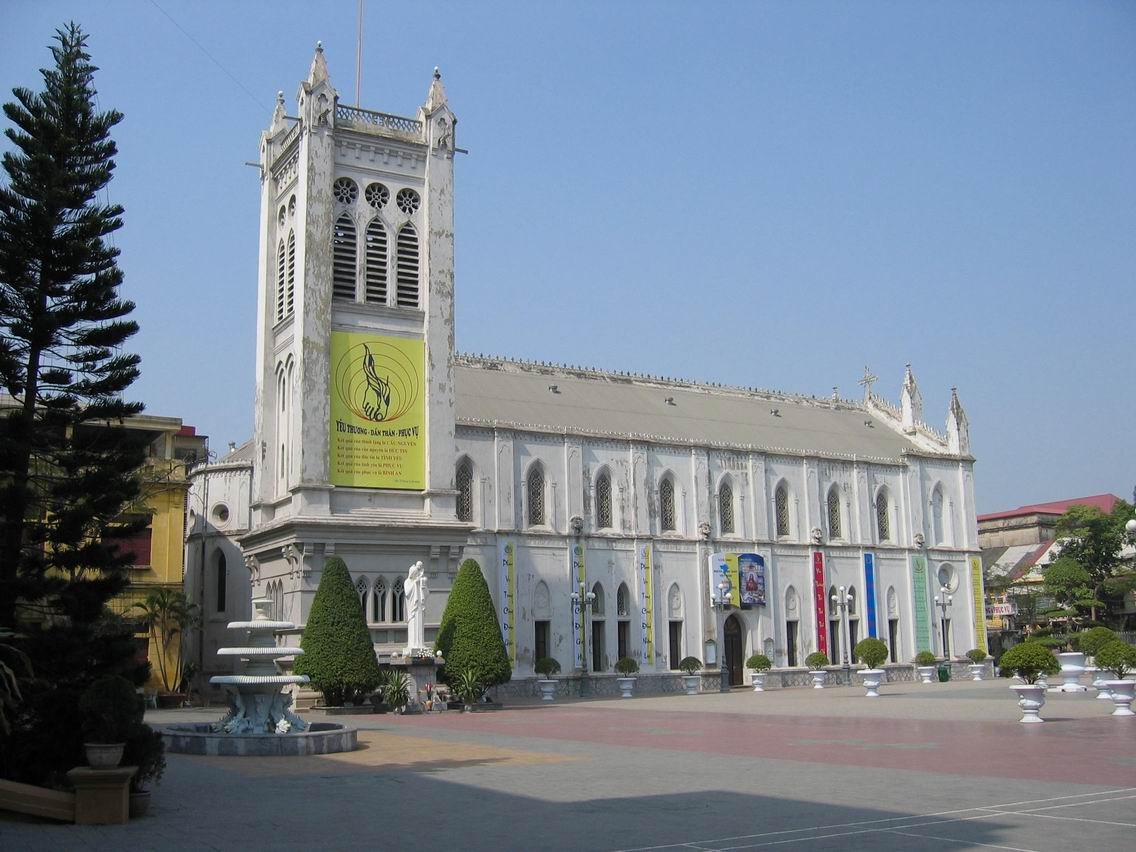
La cattedrale di Haiphong nel 2007